# Lotnia

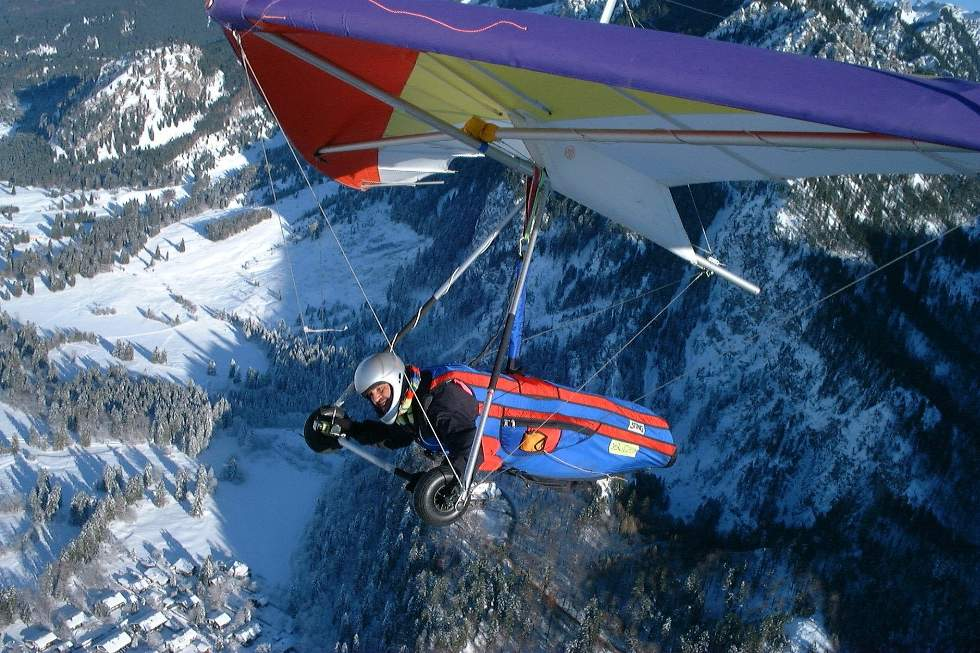
Lotnia

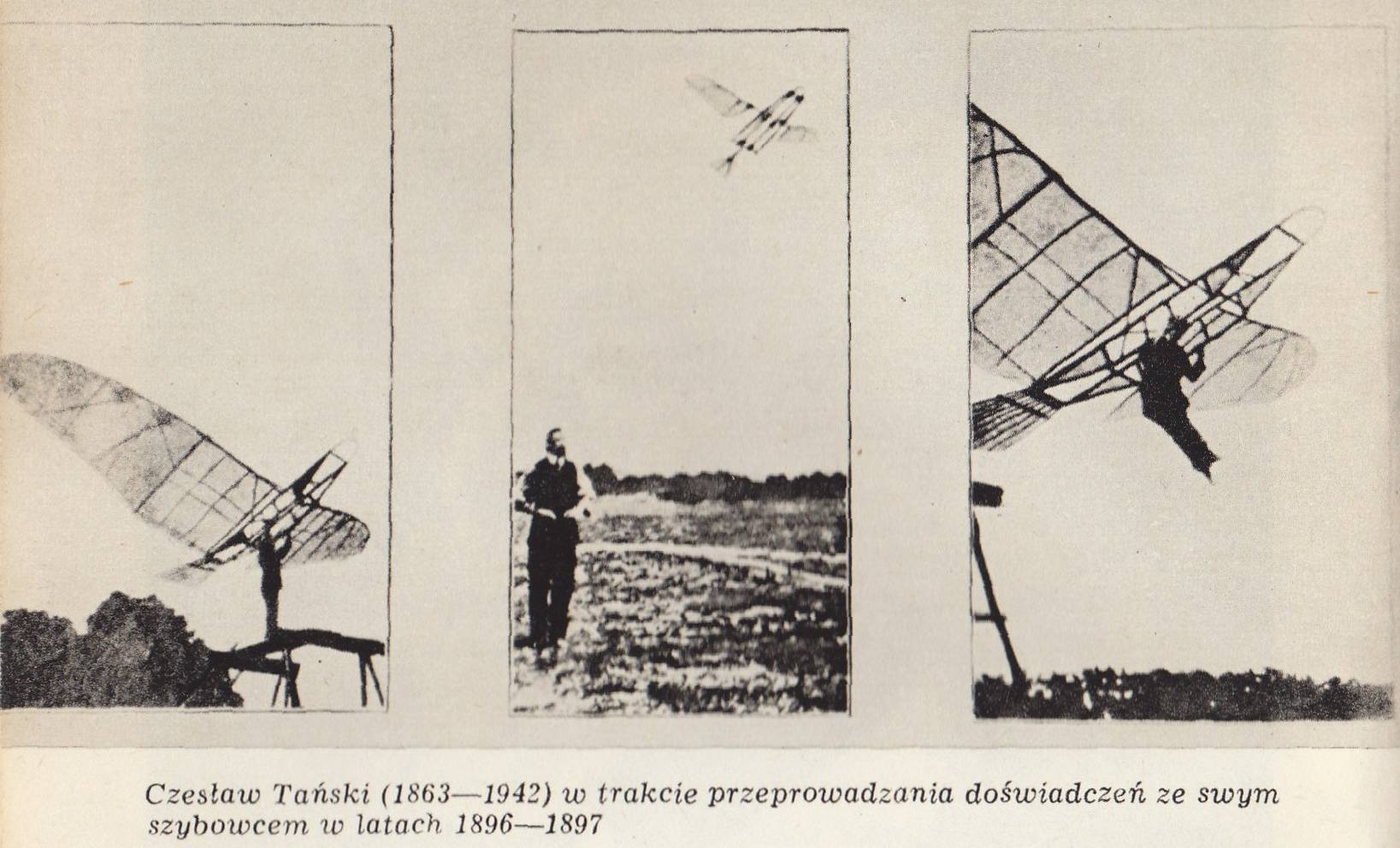
Czesław Tański podczas prób własnej konstrukcji lotni w latach 1896-1897, która dała polską nazwę konstrukcji tego typu.

Lotnia – aerodyna, w której sterowanie odbywa się poprzez zmianę względnego położenia środka ciężkości pilota. Według polskiego prawa lotnia umożliwia swoją konstrukcją start z nóg oraz posiada wewnętrzne elementy usztywniające oraz rozpięte na nich powierzchnie nośne.

## Budowa
Podstawowe części lotni to szkielet, poszycie (skrzydło) i uprząż mocującej do niego pilota.
Skrzydło lotni ma kształt zbliżony do delty.
Pilot dokonuje rozbiegu (najczęściej ze wzniesienia) przy użyciu swoich nóg lub startuje z nizin za tzw. wyciągarką (mechanizm startu nizinnego na holu odbywa się na zasadzie podobnej jak puszczanie latawców – około kilometrowa lina ciągnie pilota wraz ze skrzydłem). Kolejnym wariantem startu jest hol za motolotnią lub samolotem ultralekkim. 
Jest kilka rodzajów uprzęży, prawie wszystkie współczesne (z wyjątkiem szkolnych) mają kształt kokonu. Sterowanie lotnią odbywa się przez zmianę położenia środka ciężkości pilota w względem konstrukcji: pilot balansuje swoim ciałem tak, aby uzyskać pożądaną zmianę kierunku lotu.
Polska i międzynarodowa definicja lotni (według Federation Aeronautique Internationale - FAI) różnią się. FAI definiuje lotnię jako urządzenie latające pozwalające na start, niesienie i lądowanie z nóg pilota, przy wietrze czołowym nieprzekraczającym 1 m/s. Jest kilka typów szybowców, które dzieli od nazwania lotnią wycięcie dziur na nogi w podłodze. W obrębie lotni FAI wyróżnia cztery klasy.
Współczesne lotnie klasy 1. posiadają aluminiowe lub węglowe usztywnienia - zwane 'profilami' - które wspomagają zachowanie profilu aerodynamicznego skrzydła.
Lotnia może być wyposażona w podwozie w postaci kółek mocowanych do trójkąta sterowego lub nawet w postaci specjalnego wózka. Podwozia takie ułatwiają lądowanie, a w przypadku lotów np. z osobami niepełnosprawnymi start.
Lotnia to aerodyna bez własnego napędu. Jej odmiana z silnikiem to motolotnia.

## Historia
Lotnie okazały się przedszkolem dla lotniczych konstruktorów. Projekt lotni wykonał m.in. Leonardo da Vinci.
Istotny wkład w rozwój lotnictwa wniósł niemiecki konstruktor Otto Lilienthal (1848–1896), który na swoich lotniach-szybowcach wykonał ponad 2 tysiące udanych lotów gromadząc przy tym ważne informacje doświadczalne. Lilienthal zginął w wypadku podczas lotu lotnią. Na jego cześć ustanowiono Medal Lilienthala przyznawany za wybitne osiągnięcia szybowcowe.
Polskim prekursorem szybownictwa, który jako pierwszy w kraju zbudował i wykonywał loty na lotni własnej konstrukcji zbudowanej w 1895 roku był Czesław Tański. W czerwcu 1886 wykonał szereg prób lotniczych w miejscowości Wygoda koło Janowa Podlaskiego. Wynalazca dokonał nim kilku skoków długości 20-40 metrów startując pod wiatr z rusztowania o wysokości kilku metrów, a następnie również wykorzystując przeciwny wiatr biegnąc z trzymaną oburącz "Lotnią". Wykonał także pierwszy w historii światowego szybownictwa wzlot z terenu płaskiego. Od niego wzięło się także polskie określenie na ten typ statku powietrznego: Tański swój szybowiec nazwał właśnie Lotnią, która do historii przeszła pod nazwą lotni Tańskiego.
Odnośnie do klasyfikacji lotni jako rodzaju statku powietrznego istnieje wiele niejasności. Niektórzy uważają ją za szybowiec, inni za nieco bardziej odrębny rodzaj aerodyny. Nawet bracia Wright w samolocie Flyer z 1903 zastosowali sposób sterowania częściowo oparty na sterowaniu lotnią (przechylanie samolotu dzięki zmianie położenia środka ciężkości) i z tego powodu mówi się czasem o nim, jako o samolocie-szybowcu.